# 村山正
村山 正（むらやま ただし、1931年〈昭和6年〉 - ）は、日本の工学者。工学博士（北海道大学）。専門は熱工学。北海道大学名誉教授・元北海道自動車短期大学学長。岩手県出身。指導学生に宮本登北海道大学名誉教授など。

## 略歴
- 1953年（昭和28年）北海道大学工学部卒業。
- 1955年（昭和30年）同大学院工学研究科修士課程修了後、富士精密工業入社
- 1956年（昭和31年）プリンス自動車工業（現・日産自動車）に入社
- 1962年（昭和37年）北海道大学工学部助教授
- 1971年（昭和46年）同工学部教授
- 1977年（昭和52年）アメリカ・ウィスコンシン大学客員教授
- 1981年（昭和56年）韓国・全北大学校客員教授
- 1994年（平成6年）北海道大学停年退官。同名誉教授。北海道自動車短期大学教授
- 2002年（平成14年）北海道自動車短期大学第7代学長
- 2006年（平成18年）北海道自動車短期大学学長退任

## 受賞歴
- 日本機械学会論文賞
- 自動車技術会功績賞（1977年）
- 自動車技術会学術貢献賞（1992年）

## 著書
- 常本秀幸『自動車エンジン工学』（山海堂、1997年）
- 常本秀幸『美しい地球を子孫に』（理工評論出版、2004年）
- 常本秀幸『自動車エンジン工学』（東京電機大学出版局、2008年初版・2009年第2版）